# Nacimiento vivo

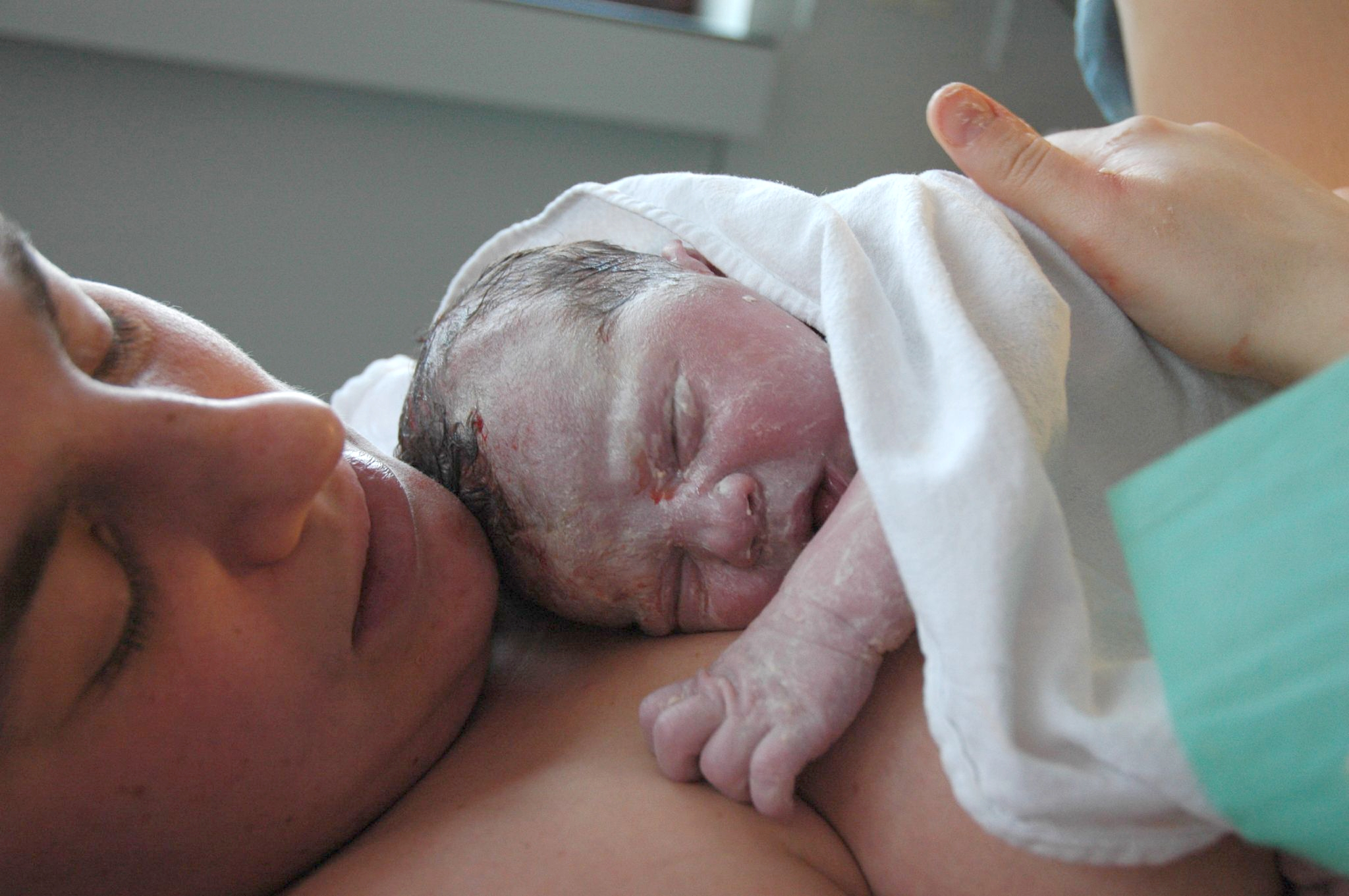
Ser humano nacido vivo.

En la reproducción humana, un nacimiento vivo ocurre cuando un feto, cualquiera que sea su edad gestacional, sale del cuerpo materno y posteriormente muestra cualquier signo de vida, como movimiento voluntario, latido del corazón o pulsación del cordón umbilical, por un tiempo breve e independiente de si el cordón umbilical o la placenta están intactos.
Esta definición del término "nacimiento vivo" fue creada por la Organización Mundial de la Salud (OMS) en 1950 y se utiliza principalmente para fines de salud pública y estadísticos. Si el parto es vaginal o por cesárea, y si el recién nacido es en última instancia viable, no es relevante para esta definición estadística. Sin embargo, el término "nacimiento vivo" era de uso común mucho antes de 1950.
En los Estados Unidos, el término "nacido vivo" está definido por la ley federal. En los Estados Unidos, los nacimientos vivos se registran en un Certificado de nacimiento vivo estándar de los EE. UU., también conocido como certificado de nacimiento. Estados Unidos registró 3.95 millones de nacimientos vivos en 2016.
Algunas mujeres han optado por publicar videos en línea de los nacimientos vivos de sus bebés. Hay un informe del caso de una mujer que tuvo un parto vivo derivado de un embrión congelado obtenido antes de que la mujer comenzara el tratamiento contra el cáncer.